# Mystacidium
Mystacidium é um género botânico pertencente à família das orquídeas (Orchidaceae).

## Espécies
1. Mystacidium aliceae  Bolus (1911)
2. Mystacidium braybonae  Summerh. (1949)
3. Mystacidium capense  (L.f.) Schltr. (1914) - espécie tipo
4. Mystacidium flanaganii  (Bolus) Bolus (1905)
5. Mystacidium gracile  Harv. (1863)
6. Mystacidium nguruense  P.J.Cribb (1989)
7. Mystacidium pulchellum  (Kraenzl.) Schltr. (1918)
8. Mystacidium pusillum  Harv. (1863)
9. Mystacidium tanganyikense  Summerh. (1945)
10. Mystacidium venosum  Harv. ex Rolfe (1912)